# I Batallón de Fortaleza de la Luftwaffe
El I Batallón de Fortaleza de la Luftwaffe (I. Luftwaffen-Festungs-Bataillon) fue una unidad de la Luftwaffe durante la Segunda Guerra Mundial.

## Historia
Fue formado en septiembre de 1944 desde el 1201.º Batallón de Campaña de la Luftwaffe en el XIV Comando Administrativo Aéreo con 3 compañías, fue transferido al VII Ejército en Eifel. Para la formación se recurrió a personal de la Escuela de pilotos 3 en Guben, Escuela de pilotos 61 en Werder y Escuela de pilotos 125 en Neukuhren. El 13 de septiembre de 1944 el batallón llegó a Gmünd y entró en acción en el área de Kesfeld y Habscheid. Fue supuestamente asumido por la 2.ª División Panzer SS Das Reich el 27 de septiembre de 1944, pero partes del batallón fueron absorbidas por la 49.ª División de Infantería el 28 de octubre de 1944. Mediante resolución el 28 de octubre de 1944 (O.K.L./Gen. Qu. Az. 12751/44 g. Kdos.), el batallón fue renombrado I Batallón/1057.º Regimiento de Granaderos.
| Unidad       | Correo Postal |
| Plana Mayor  | 63127 A       |
| 1.ª Compañía | 63127 B       |
| 2.ª Compañía | 63127 C       |
| 3.ª Compañía | 63127 C       |